# 成济
成济（？—260年）是三国时期曹魏權臣司馬昭的部将。成倅之弟。政變期間本來奉司馬昭之命弒害魏帝曹髦，但後來卻被司馬昭以弒君之名討伐而亡。

## 生平
景元元年（公元260年），成济任太子舍人。魏帝曹髦不满司马昭大权在握，召见了王沈、王经、王业三人，与其商量对策。王经劝曹髦忍让，曹髦不听，率领亲兵卫队和奴仆杂役去杀司马昭。王沈与王业见势不妙，先跑去向司马氏报信去了，司马氏早有防备，司马昭之弟司马伷在东止车门迎住曹髦，但受到斥责，不敢应战，后退了。曹髦继续前进，在南阙遇到中护军贾充的人马，双方交战，曹髦亲自仗剑，没有人敢和他对敌，成济问贾充该怎么办，贾充说：“司马公平日养你们，为的就是今天，该怎么办，不要问我！”成济于是击杀曹髦。后司马昭以弑君的罪名诛杀成济三族。成济兄弟不服罪，裸身登上屋顶講了一些難聽的話，結果被人从下面射死。

### 三国演义
《三国演义》作成济为兄，成倅为弟。